# Alcalá del Valle
Alcalá del Valle település Spanyolországban, Cádiz tartományban. Alcalá del Valle Olvera, Ronda, Setenil de las Bodegas, Torre Alháquime és Cañete la Real községekkel határos. Lakosainak száma 4936 fő (2024).

## Népesség
A település lakosságának változását az alábbi diagram mutatja:
| Lakosok száma | 5292 | 5325 | 5382 | 5300 | 5294 | 5221 | 5174 | 5046 | 5031 | 4936 |
|               | 2001 | 2004 | 2006 | 2009 | 2011 | 2014 | 2016 | 2019 | 2021 | 2024 |